# Бьёркский договор

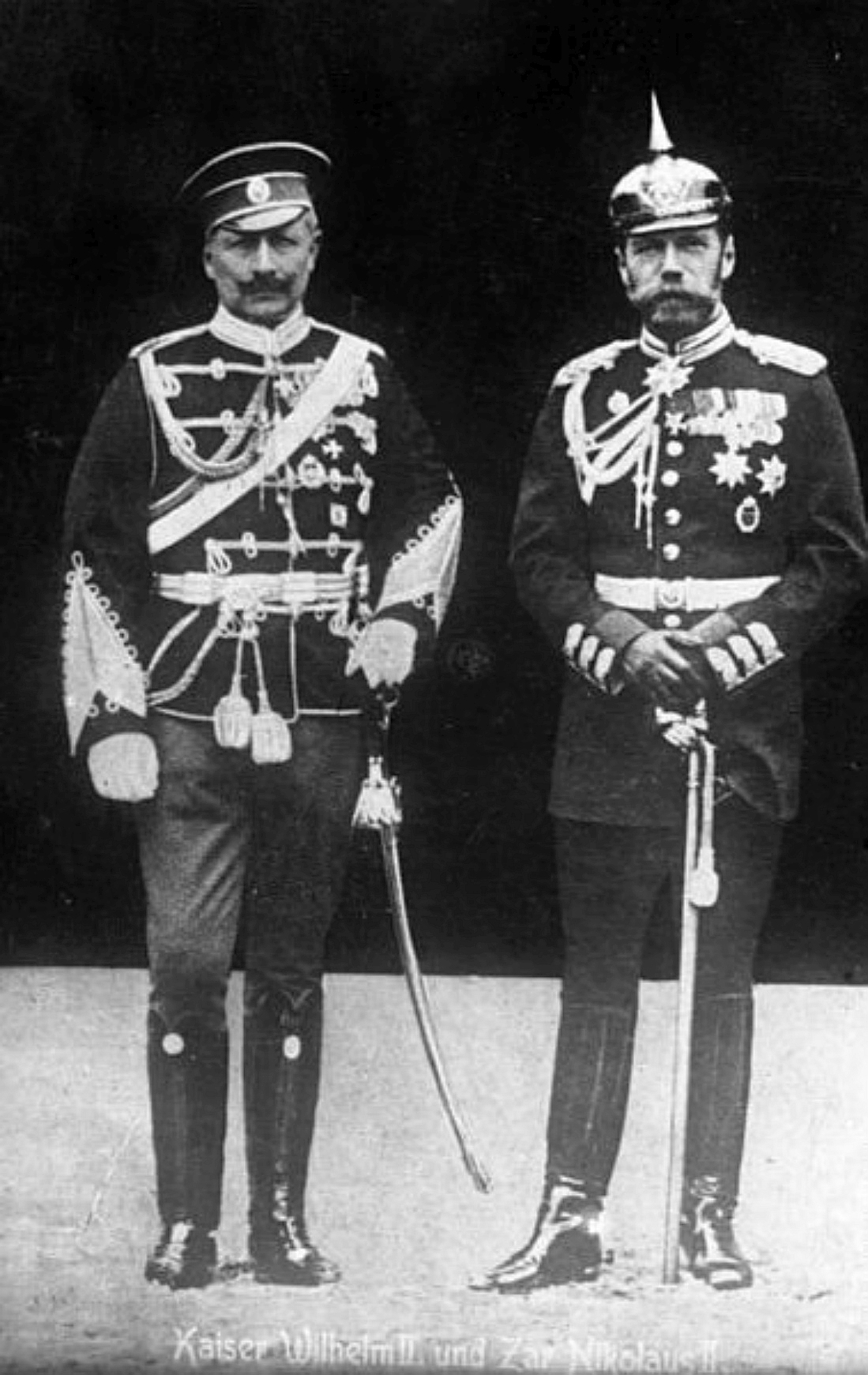
Вильгельм II и Николай II в 1905 году

Бьёркский договор — секретный русско-германский союзный договор, который был подписан во время встречи императора Николая II с германским императором Вильгельмом II 11(24) июля 1905 года у балтийского острова Бьёркё (недалеко от Выборга) на борту императорской яхты «Полярная звезда».
Инициатива заключения договора принадлежала германской дипломатии, стремившейся разрушить русско-французский союз и предотвратить создание Антанты. С этой целью предполагалось превратить российско-германский союз в тройственный российско-германско-французский, направленный против Великобритании, традиционной соперницы России (в Азии) и Франции (в Африке).
Бьёркский договор состоял из 4 статей и содержал обязательства сторон о взаимопомощи в Европе в случае нападения на одну из них какой-либо европейской державы (ст. 1-я), незаключения сепаратного мира с одним из общих противников (ст. 2-я). Договор должен был вступить в силу сразу после заключения мира между Россией и Японией. Срок действия не был ограничен, в случае денонсации договора одной из сторон предусматривалось информирование другой за год (ст. 3-я). Ст. 4-я гласила, что российский император после вступления в силу договора «предпримет необходимые шаги к тому, чтобы ознакомить Францию с этим договором и побудить её присоединиться к нему».
Бьёркский договор был результатом личной дипломатии Николая II и стал полным сюрпризом для его советников. Договор был направлен в первую очередь против Великобритании, но грозил и ухудшением отношений с Францией, которая была связана союзными отношениями как с Британией, так и с Россией. В российской внешней политике с конца 1880-х гг. доминировала установка на стратегический союз с Францией, Россия в этот момент остро нуждалась во французских займах, и договор с Германией формально ей не противоречил.

С.Ю.Витте вспоминал:
Затем я видел Бирилева и спросил его:

— Вы знаете, что вы подписали в Биорках?

Он мне ответил:

— Нет, не знаю. Я не отрицаю, что подписал какую-то бумагу, весьма важную, но что в ней заключается, не знаю. Вот как было дело: призывает меня Государь в свою каюту-кабинет и говорит: вы мне верите, Алексей Алексеевич? — После моего ответа, Он прибавил:

— Ну, в таком случае, подпишите эту бумагу. Вы видите, она подписана Мною и Германским Императором и скреплена от Германии лицом, на сие имеющим право. Германский Император желает, чтобы она была скреплена одним из моих министров. — Тогда я взял и подписал.
— Витте С. Ю. Воспоминания
Инициатива Николая II встретила сопротивление российских правительства и МИДа. В. Н. Ламздорф и С. Ю. Витте сумели убедить императора в необходимости расторгнуть соглашение. В результате в ноябре 1905 г. Николай II направил Вильгельму II письмо, в котором действие Бьёркского договора обусловливалось согласием на присоединение к нему Франции, это условие было заведомо невыполнимым. Формально Бьёркский договор не был расторгнут, но фактически в силу не вступил. В то же время он порядком напугал французское правительство и ускорил предоставление России крупного французского кредита.